# 5268 Černohorský
Az 5268 Černohorský (ideiglenes jelöléssel (5268) 1971 US1) a Naprendszer kisbolygóövében található aszteroida. Kohoutek, L. fedezte fel 1971. október 26-án.